# معركة القاعية
معركة القاعية هي معركة حدثت في 2 أغسطس 1929 بين قوات الإخوان من قبيلة مطير بقيادة عبد العزيز بن فيصل الدويش وبين قوات مملكة الحجاز ونجد وملحقاتها من قبيلة سبيع وقبيلة السهول تساندهم سرية جنود نظامية من القوات المسلحة بقيادة إبراهيم بن عبد الله بن عرفج، عند آبار القاعية وهي شرق الأرطاوية، وانتهت المعركة بانتصار الإخوان وانسحاب إبراهيم بن عرفج جريحاً إلى المجمعة.

## الأسباب
بعد خروج فيصل الدويش من الأرطاوية بصفته ثائراً ضد إبن سعود ارتحل إلى قرية العليا التي تقع في أقصى شرق الصمان. ومن هناك وصلت إلى الدويش رسالة من سعود بن عبدالعزيز فرد عليه الدويش يطالب بمحاربة الإنجليز ولم يصل أي يرد فرحل ونزل على مورد شظف بالقرب من الوفرة على الحدود الكويتية.
وفي أثناء تلك الاضطرابات نزلت قبيلة سبيع وقبيلة السهول على القاعية وهي إحدى موارد المياه القديمة لقبيلة مطير. وكان ذلك بعد الموافقة من عبد العزيز بن عبد الرحمن بن فيصل آل سعود ملك نجد والحجاز وملحقاتها (ملك السعودية لاحقاً) فدعمهم إبن سعود بسرية جنود نظامية بقيادة إبراهيم بن عبد الله بن عرفج.
ثم بدأوا يعرضون سبيع والسهول أمام سرية إبن سعود، حيث قال أحدهم:
الـكـلـب الأدنـى كـاسـريـن نـابـه
والـكـلـب الأقـصـى واقـف يـشـوف
وكانت لتلك الإساءة صدى فأرسل الشاعر غثمان البديري المطيري إلى فيصل الدويش قائلاً:
يا راكـب مـن عندنـا فـوق حمـراء
تـنـايـا مقـدمـهـا وهــــي عـمـلـيـة
وإن جين بأطراف الدبايل بيشن
عـــط الـصـيـاح ونـــاد بالعـلـويـة
سلم على فيصل زبـون القاصـر
وقـــل الـمـعــادي نــــزل الـقـاعـيـة
تـنـخـاك يــــا حــامــي عـقـابـهـا
إلــى ذل شــوق مـخـلـع الـمـزويـة
قل حنا مطير إللي عريـب جدنـا
إلــــى مــــن كــــل راح لـلـجـديــة
يوم اللقاء يـا زيـن دقلـة جموعنـا
إلــى حــاز مركـيـاً عـلـى مـركـيـة
حـاول عليهـم مـن دكاكـة مويثـل
فـي قـدرة الله جيتهـم الضحـويـة

## المعركة
أرسل فيصل الدويش إبنه عبدالعزيز لمهاجمة جيش إبن سعود بينما بقي كبار السن والأطفال والنساء عند شظف في حمايته. فتحرك الشاب عبدالعزيز على رأس قوة مجهولة العدد من شظف وعبر طوال الصمان وهي اللهابة واللصافة والقرعاء فخيم عندها لفترة وجيزة ومن ثم تحرك من مخيمه في 2 أغسطس وشن غزوة صاعقة على قبيلة سبيع والسهول المخيمين في القاعية ودمر سرية الجنود نظامية التي تساندهم بالكامل وكانت بقيادة ابن عرفج.
فجرح ابن عرفج أمير السرية وفر من ميدان المعركة إلى المجمعة وتراجعت سبيع والسهول من القاعية إلى حفر العتش. وبينما أن مطير لم تستولِ على كثير من قطعان الإبل إلى أن الرعب دب في قلوب كثير من القبائل مما أدى إلى تراجع سبيع والسهول من مخيمها الأصلي في حفر العتش إلى الرياض عاصمة إبن سعود.

### بعد المعركة
بعد أن حقق عبدالعزيز الدويش هذا الانتصار عاد إلى قاعدة والده في شظف ومن هناك أمر فيصل الدويش بإكرام الأسرى والمساجين وضماد جراحهم وبث الطمأنينة في نفسهم. ويقال أن هذا الانتصار الذي حققه عبدالعزيز الدويش في القاعية جعله يتشجع لمجابهة قوات عبدالعزيز بن جلوي في معركة أم رضمة التي لقي فيها قتله مع غالبية الإخوان.